# Un cœur fidèle
Pour plus de détails, voir Fiche technique et Distribution.

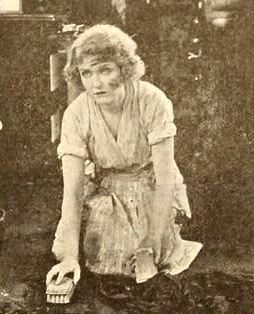
May Allison

Un cœur fidèle (titre original : The Uplifters) est un film muet américain réalisé par Herbert Blaché, sorti en 1919.

## Synopsis
Une jeune secrétaire décide de se rebeller contre ses conditions de travail.

## Fiche technique
- Titre français : Un cœur fidèle
- Titre original : The Uplifters
- Réalisation : Herbert Blaché
- Scénario : George D. Baker, d'après une histoire de Wallace Irwin
- Directeur de la photographie : Eugene Gaudio
- Producteur : Maxwell Karger
- Société de production : Metro Pictures Corporation
- Société de distribution : Metro Pictures Corporation
- Genre : Comédie
- Film muet - Noir et blanc
- Dates de sortie : 
  - États-Unis : 30 juin 1919
  - France: 26 mars 1920

## Distribution
- May Allison : Hortense Troutt
- Pell Trenton : Saul Shilpick Jr.
- Alfred Hollingsworth : Saul Shilpick Sr.
- Kathleen Kerrigan : Harriet Peebles Cull
- Caroline Rankin : Elsa
- Howard Gaye : Larry Holden
- Lois Wood : la femme de Larry